# Piaskowiec kwarcytowy

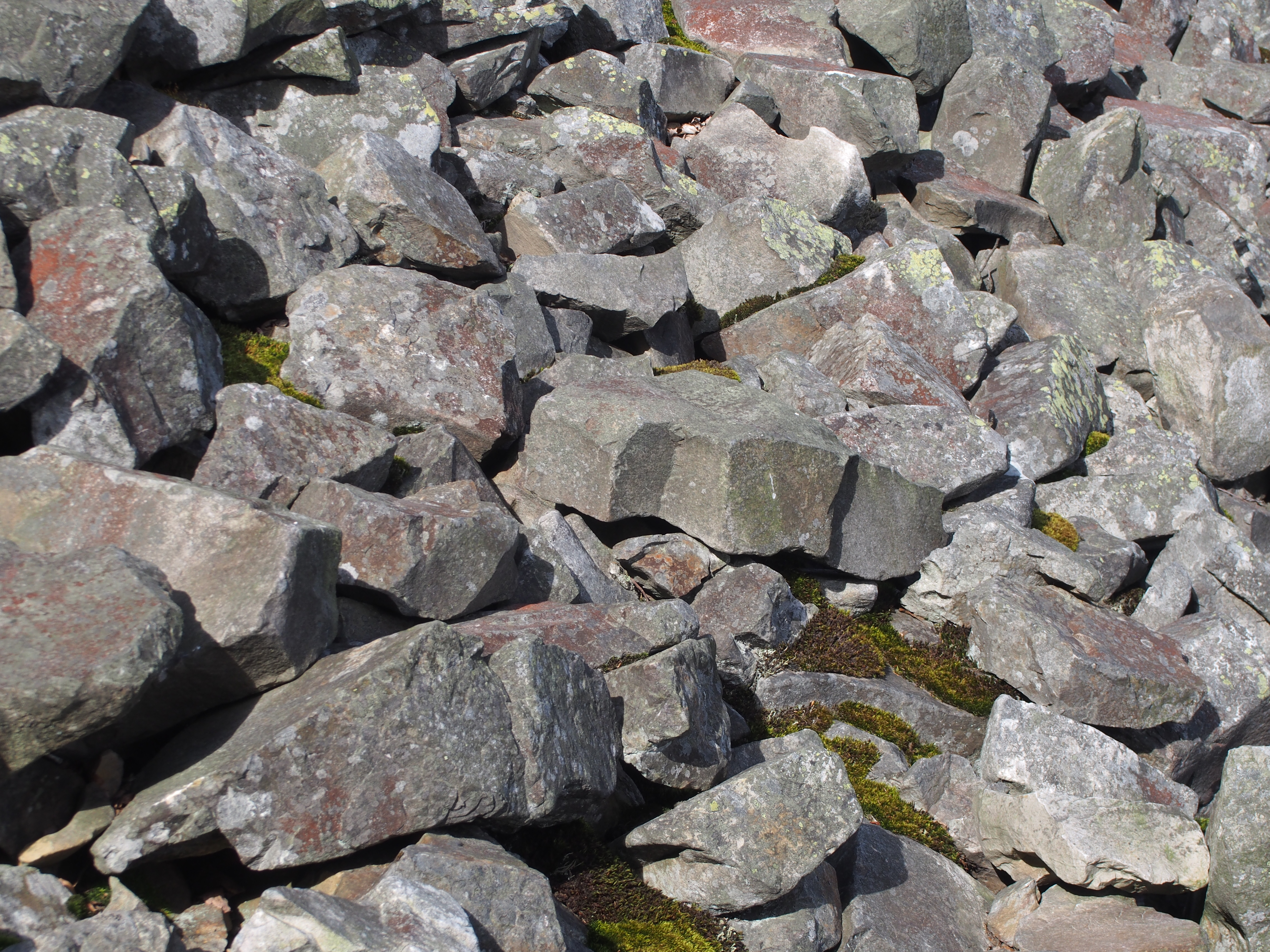
Piaskowiec kwarcytowy, gołoborze na Łysej Górze

Piaskowiec kwarcytowy, piaskowiec kwarcytyczny – zwięzła, twarda skała osadowa, odmiana piaskowca kwarcowego, cechująca się częściową rekrystalizacją krzemionkowego spoiwa.
Od kwarcytu osadowego (ortokwarcytu) różni się tym, że w kwarcycie rekrystalizacja spoiwa krzemionkowego jest pełna, a w piaskowcu kwarcowym – częściowa. Należy do skał okruchowych.
Jest stosowany w postaci kruszywa w budownictwie oraz jako dodatek do asfaltu.